# Pampaskatt
Pampaskatt (Leopardus colocolo eller Oncifelis colocolo) är en liten art i familjen kattdjur som lever bland annat på Pampas i Sydamerika.

## Utseende
Pälsens färg varierar mycket mellan svart, ljusgrå och gulaktig. Flera individer har mörka fläckar och strimmor på kroppen som varierar i storlek och form. Det förekommer även enfärgade pampaskatter. Katten har ibland mycket långt hår så att den känns större än den egentligen är. Pampaskatten har en kroppslängd omkring 70 cm och en svanslängd omkring 30 cm. Vikten är för vuxna djur i naturen cirka tre kilogram och för djur i fångenskap upp till sju kilogram.

## Utbredning
Arten förekommer på grässlätten i södra Brasilien och Patagonien men även i Anderna från Ecuador söderut. Habitatet utgörs av både tempererade skogar och öppna landskap. Pampaskatten hittas bland annat i buskskogar, i gräsmarker, i skogsdungar, i träskmarker och i klippiga regioner. Den når i Anderna 5 000 meter över havet. Iakttagelser från södra Colombia behöver bekräftelse.

## Levnadssätt
Denna katt är huvudsakligen aktiv på natten. Den livnär sig av gnagare, till exempel marsvin, och av marklevande fåglar. Vid kusten tar katten även  ägg och ungar av pingviner. Arten har även bra förmåga att klättra i träd. Dessutom finns många berättelser om pampaskatter som stjäl tamhöns.
Fortplantningssättet är främst känt från individer som hölls i fångenskap. Honan föder en till tre ungar per kull efter 80 till 85 dagar dräktighet. Unga honor kan para sig framgångsrikt när de är två år gamla. Pampaskatten lever cirka nio år i fångenskap och några exemplar blev 16 år gamla.
Parningstiden ligger mellan april och juni.
Pampaskatten listas av IUCN som nära hotad.

## Taxonomi
Artens ställning i systematiken är omstridd. Tidigare räknades djuret till släktet Felis och idag klassas den ofta i släktet Oncifelis. Några forskare anser att pampaskatten utgör ett eget släkte, Lynchailurus. Wilson & Reeder infogar släktet Oncifelis i släktet Leopardus. De sistnämnda forskare och García-Perea (1994) hävdar även att arten ska skiljas i tre arter.
Andra forskare beskriver följande underarter.
- Oncifelis colocolo braccatus Brasilien, norra Argentina
- Oncifelis colocolo budini, Argentina
- Oncifelis colocolo colocolo, centrala Chile
- Oncifelis colocolo crespoi, nordvästra Chile
- Oncifelis colocolo garieppi, Peru, Ecuador, Bolivia
- Oncifelis colocolo munoai, Uruguay
- Oncifelis colocolo pajeros, Argentina, Chile
- Oncifelis colocolo thomasi, Ecuador